# HD 185837
HD 185837，又名BD+33 3547，SAO 68654、HR 7481，是一颗恒星，视星等为6.1，位于銀經68.34，銀緯5.76，其B1900.0坐标为赤經19h 35m 59.1s，赤緯+33° 5.76′ 53″。